# دوروخوو
دوروخوو (به لهستانی:  Doruchów) یک روستا در لهستان است که در گمینا دوروخوو واقع شده‌است. دوروخوو ۲٬۴۰۰ نفر جمعیت دارد.